# Sociedad de Poetas Franceses

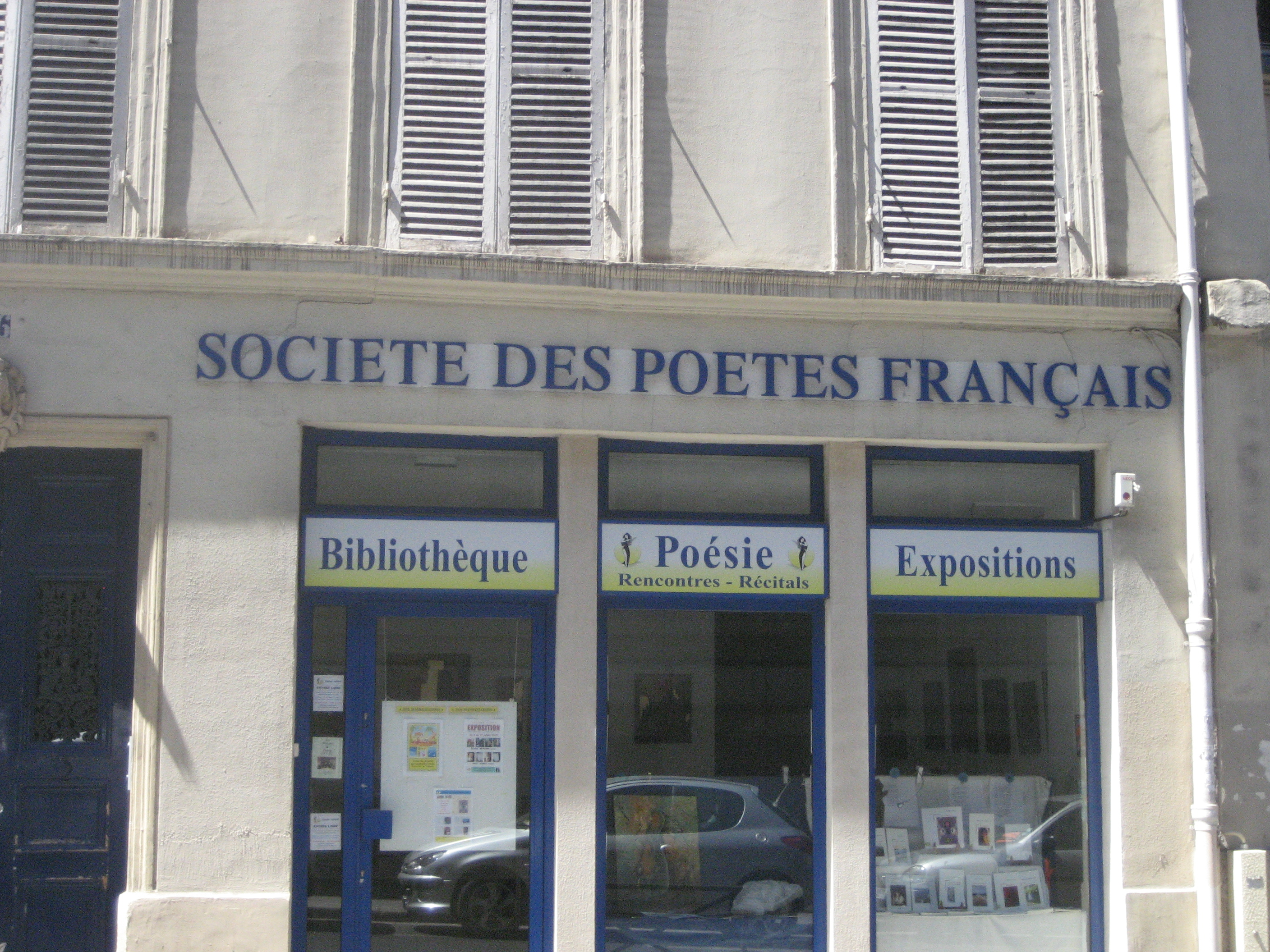
Société des poètes français, rue Monsieur-le-Prince (Paris)

La Sociedad de Poetas Franceses (Société des poètes français, en francés) es una asociación fundada en 1902 por José María de Heredia, Sully Prudhomme y Léon Dierx. Es la asociación poética más antigua de Francia, y se dirige a promover la poesía francófona. Tiene por ámbito toda la Francofonía.
Ha sido reconocida como "de utilidad pública" por un decreto del 23 de octubre de 2003. En 1986, otras sociedades francesas de poesía, como la Sociedad de Amigos de Víctor Hugo, la de Amigos de Paul Verlaine y la de Amigos de Pierre Corneille se integraron en su estructura.
En 1998, la Sociedad empezó a editar obras de poetas franceses contemporáneos. Publica también la revista trimestral L'Agora. Asimismo, en la actualidad celebra un concurso anual en el que se entregan los siguientes premios, con los que se galardonan a poetas en lengua francesa, programas de radio y revistas dedicadas a la poesía:
- Gran Premio Víctor Hugo.
- Premio Marie-Noël.
- Premio José María de Heredia.
- Premio Léon Derx.
- Premio Sully Prudhomme.
- Premio Verlaine.
- Premio Jean Cocteau.
- Premio Tristán Dèreme.
- Premio de fundación Campion Guillaumet.
- Premio de programa radiofónico.
- Premio de prensa poética.
- Premio de la Francofonía.

Como en otras asociaciones literarias de referencia, la admisión es por cooptación, con patrocinio.

## Miembros famosos
Entre los escritores y poetas importantes que fueron miembros de la Sociedad de Poetas Franceses podemos enumerar:
Edmond Haraucourt, Tristan Klingsor, Marie Noël, André Chamson, Georges Duhamel, Pierre Menanteau, Louis Aragon, Henri Bataille, Pierre Benoît, Tristan Bernard, Francis Carco, Maurice Carême, Jean Cocteau, François Coppée, Blaise Cendrars, Pierre Louÿs, Georges Courteline, Daniel Rops, Tristan Derême, Roland Dorgelès, Paul Fort, Maurice Fombeure, Bernard Grasset, J.-A. Laforgue, François Mauriac, André Maurois, Anna de Noailles, Marcel Pagnol. Jean Richepin, Edmond Rostand, Maurice Rostand, Rosemonde Gérard, Antoine de Saint-Éxupéry, Saint-John Perse, Cécile Sauvage, Paul Valéry, Émile Verhaeren, Marguerite Yourcenar, Pascal Bonetti, André Berrv, Taire, Philippe Chabaneix, Jean Loisv, Jean-louis Vallas, Claude Rov, Serge Brindeau, Robert Houdelot, Edmond Hameau, Antoine Ristori, Léopold Sédar Senghor, Pierre Béarn,  Jean Grassin,  Roland 1e Cordier,  Jean-Clande Renard, Jacques Charpentreau, Georges-Emmanuel Clancier,  Yves La Prairie,  Robert Sabatier, André Henri, Jean Aubert.

## Sitios externos
- Página web de la Société des poètes français (en francés).
- Números del Bulletin trimestriel de la Société des poètes français en Gallica, la biblioteca digital de la BnF.